# 劉逢祿
劉逢祿（1776年—1829年），字申受，一字申甫，號思誤居士。江蘇省常州府武進縣（今屬常州市）人，清朝翰林，政治人物，官至禮部郎中；儒學學者，專長《春秋公羊傳》。

## 生平
嘉慶六年（1801年）拔貢生，朝考列第一等第三名。十二年（1807年）中式丁卯科順天鄉試舉人。
十九年（1814年），中式甲戌科會試，殿試位列第二甲第三十三名進士出身，朝考點翰林院庶吉士。二十二年（1817年），翰林院散館，分發禮部主事上學習行走。
二十五年（1820年），嘉慶帝駕崩，劉逢祿搜集治喪大禮的往例，創新為長編禮制，並且制定全部治喪過程禮儀，典章具備。
道光三年（1823年），通政使司副使盧浙奏請將湯斌從祀文廟，道光帝交禮部議，有人認為湯斌曾被康熙帝譴責而反對，劉逢祿覆議：「后夔典樂，猶有朱、均；呂望陳書，難匡管、蔡」，禮部尚書汪廷珍讚賞而採納，奏請以湯斌從祀文廟。
四年（1824年），補授禮部儀制司主事，兼辦祠祭司事。越南貢使請求賜人蔘給越南王之母，得到旨意賞給；然而上諭中有「外夷貢道」用語，貢使請求改為「外藩」，禮部認為詔書難以變更，逢祿以草牒覆議：「《周官》職方王畿之外分九服，夷服去王國七千里，藩服九千里，是藩遠而夷近。《說文》羌、狄、蠻、貊字皆從物旁，惟夷從大、從弓。考東方大人之國夷，俗仁，仁者壽，有東方不死之國，故孔子欲居之。且乾隆間奉上諭申飭四庫館不得改書籍中『夷』字作『彞』，舜東夷之人，文王西夷之人，我朝六合一家，盡去漢、唐以來拘忌嫌疑之陋，使者無得以此為疑。」越南使者無話可說而退。同年升授郎中。
六年（1826年），充丙戌科會試同考官。九年（1829年），卒於任上，年五十四歲。誥授中憲大夫。以孫劉嘉樹覃恩晉贈通奉大夫。國史館國史有傳。前後在禮部任職十二年，始終引用經義決疑事，為眾所欽服。特別專精《公羊傳》，時人以為有董仲舒之風。

## 學術
劉逢祿專攻董仲舒、何休、李育等人學說，發展成新的思想體系，強調「務通大義，不專章句」。以春秋公羊傳為中心，旁涉尚書今古文問題與天文（取《史記·天官》、甘石《星經》疏證，成書數卷）、小學，與表弟宋翔鳳齊名, 二人同為莊柱曾外孫（劉為莊存與外孫，宋為莊培因外孫），幼時一同讀書，日後皆為清代常州學派的代表。弟子有龔自珍、魏源等。龔自珍作詩讚其：「昨日相逢劉禮部，高言大居快無加。從此燒盡蟲魚書，甘作東京賣餅家。」劉氏弟子對晚清世局與思潮的劇烈變遷有主導性的影響。

## 著作
- 《禮部集》十一卷（長子劉承寬、魏源所編）
- 《儀禮決獄》四卷
- 《公羊春秋何氏釋例》三十卷,《後錄》六卷
- 《公羊春秋何氏解詁箋》一卷,《答難》二卷
- 《申何難鄭》四卷
- 《儀禮決獄》四卷
- 《論語述何》一卷
- 《夏時經傳箋》一卷
- 《中庸崇禮論》一卷
- 《漢紀述例》一卷
- 《緯略》二卷
- 《春秋賞罰格》一卷
- 《左氏春秋考證》二卷
- 《易虞氏變動表》一卷
- 《六爻發揮旁通表》一卷
- 《卦象陰陽大義》一卷
- 《虞氏易言補》一卷
- 《尚書今古文集解》三十卷
- 《書序述聞》一卷
- 《詩聲衍》二十七卷
- 《四書是訓》十五卷
- 《發墨守評》
- 《箴膏肓評》一卷
- 《榖梁廢疾申何》二卷（收入阮元編清經解）
- 《庚申大禮記注長編》十二卷
- 《春闈雜錄》一卷
- 《東陵勘地圖說》
- 《石渠禮論》一卷
- 《說文衍聲記》
- 《五經考異》（未完成）
- 編《八代文苑》四十卷
- 編《唐詩選》四十卷[6]
- 編《絕妙好詞》二十卷
- 編《詞雅》四卷

## 家族
劉逢祿為武進西營劉氏第十六世。
- 祖父：劉綸。
- 父：劉召揚。
- 伯：劉躍雲。
- 外祖父：莊存與。
- 母：莊氏，莊存與之女。
- 舅：莊述祖。
- 表兄弟：莊綬甲、宋翔鳳。

### 妻妾
- 正室：潘氏，誥封恭人，晉贈夫人。候選州同知潘尚基之女。
- 無側室。

### 子女
皆正室所生。
- 長子：劉承寬（1796年－1853年）。
- 次子：劉承寵（1798年－1827年）。
- 三子：劉瀛（1801年－1868年），原名承向，官至河南滎陽縣知縣。
- 四子：劉承宴（1804年－1827年）。
- 五子：劉承宣（1807年－1829年）。
- 六子：劉承實（1809年－1827年）。
- 七子：劉承安（1813年－1832年）。
- 八子：劉承宇，早卒。
- 女：早卒。

## 延伸阅读
[在维基数据编辑]
 《清史稿·卷482》，出自趙爾巽《清史稿》